# Die Finanzen des Großherzogs (1934)
Die Finanzen des Großherzogs ist eine 1933 gedrehte Filmkomödie des Regisseurs Gustaf Gründgens. Die Literaturverfilmung basiert auf dem 1915 veröffentlichten Roman Storhertigens finanser des schwedischen Schriftstellers Frank Heller. In der Hauptrolle verkörpert Viktor de Kowa den finanziell angeschlagenen Großherzog Ramon Gomez.

## Handlung
Großherzog Ramon, seines Zeichens Herrscher von Abacco, leidet unter finanziellen Engpässen. Fast alle Besitztümer hat er bereits verkaufen müssen. Sein größter Geldgeber und Gläubiger, der windige Ganove Mircovich, entwirft bereits einen hinterlistigen Plan, um den Herzog zu stürzen, denn er möchte selbst das Land regieren.
Als jedoch der Amerikaner Bekker unterirdische Schwefelvorkommen entdeckt, verändert sich zunächst die Situation, da er dem Herzog eine hohe Summe anbietet, um den Schwefel abbauen zu dürfen. Jedoch weigert sich der Herzog, das Kaufangebot anzunehmen. Kurze Zeit danach muss er zurücktreten, da er nun gar keine finanziellen Mittel mehr hat. Die Situation wird gerettet, als der Herzog die reiche russische Großfürstin Diana heiratet.

## Produktionsnotizen
Die Dreharbeiten zu Die Finanzen des Großherzogs begannen mit den Außenaufnahmen im September 1933 und wurden mit den Atelieraufnahmen von Oktober bis Dezember 1933 fortgesetzt. Der Film kam am 10. Januar 1934 (Premiere im Berliner Capitol) in die deutschen Kinos. In den USA geschah dies eineinviertel Jahr später, am 5. April 1935. Die Drehorte waren Madeira und Teneriffa.
Ludwig Behrends hatte die Produktionsleitung. Ko-Editor Wolfgang Loë-Bagier diente Gründgens auch als Regieassistent, Franz Schroedter entwarf die Filmbauten. Fritz von Friedl assistierte Chefkameramann Ewald Daub, Gustav Rathje oblag die Aufnahmeleitung. Martin Müller und Hans Rütten sorgten für den Ton, die Standfotografie lag in den Händen von Eigil Wangøe.
Die 24-jährige Theaterschauspielerin Hilde Weissner gab in diesem Film ihren Einstand vor der Kamera.
Folgender Musiktitel wurde gespielt: Ja, in Sillorca sind die Frauen so schön.

## Kritiken
„Gründgens versucht[,] aus dem unterhaltsamen Roman Frank Hellers eine Offenbachiade zu machen und vergißt, daß Mackeben, sein Komponist, nicht dessen Leichtigkeit und Format hat. So entsteht eine zufällige musikalische Parodie, die verspielt im Detail hängen bleibt und zuweilen plump wirkt. Die Kostüme der Jahrhundertwende müssen für die Komik herhalten, und im ganzen hat Gründgens als Regisseur übersehen, daß er selbst nicht mitspielt, folglich die Voraussetzungen nicht vorhanden sind, einen parodistischen Film durchzuhalten. Viktor de Kowa ist ein sympathischer Lausbub und Heinz Rühmann ein netter Dümmling; aber es fehlt ihnen die leichte Beschwingtheit, die vom Regisseur angestrebt wurde. Eine Niete Hilde Weißner [sic], die nur langweilig wirkt. Offenbachisch zu inszenieren, ohne Offenbach zu haben – das geht eben nicht.“

„Der Regisseur Gustaf Gründgens hat den Mut gefunden, die ganze Handlung im Atelier aufzunehmen. und er erzielt dadurch eine wunderbare Stileinheit, eine bis ins kleinste abgetönte, dem Stimmungsgehalt der Handlung entsprechenden Atmosphäre, daß man geradezu von kammerspielartiger Feinheit sprechen möchte ... beinahe etwas, was irgendwie mit französischen 'Esprit' verwandt ist. (...) Kurz, dies ist in erster Linie ein Regiefilm, eine ungemein feinsinnig in dem sujetgemäßen Stil geleistete Ziselierarbeit.“

„Der stumme Film hat sich einst des Romans "Die Finanzen des Großherzogs" von Frank Heller bemächtigt, der tönende wagt sich noch einmal an die Gestaltung des jugendlichen Herrschers (Viktor de Kowa) eines Inselländchens heran, das um 1900 herum mehr Schulden als Bewohner hat. Also wieder eine Operette alten Stils? Keineswegs. Ein Zauberer hat aus dem Stoff eines der reizendsten und scharmantesten Lustspiele, fast sogar ein Märchentraum, gemacht: Gustaf Gründgens, der von der Sprechbühne und Oper kommende Regisseur.“

„Charmanter Spaß mit Viktor de Kowa und Heinz Rühmann.“